# عبید الجاسم
عبید الجاسم (به انگلیسی: Obaid Al-Jasmi) (زادهٔ ۹ اوت ۱۹۸۱) شناگر اهل امارات متحده عربی است.